# Eugène Carrière

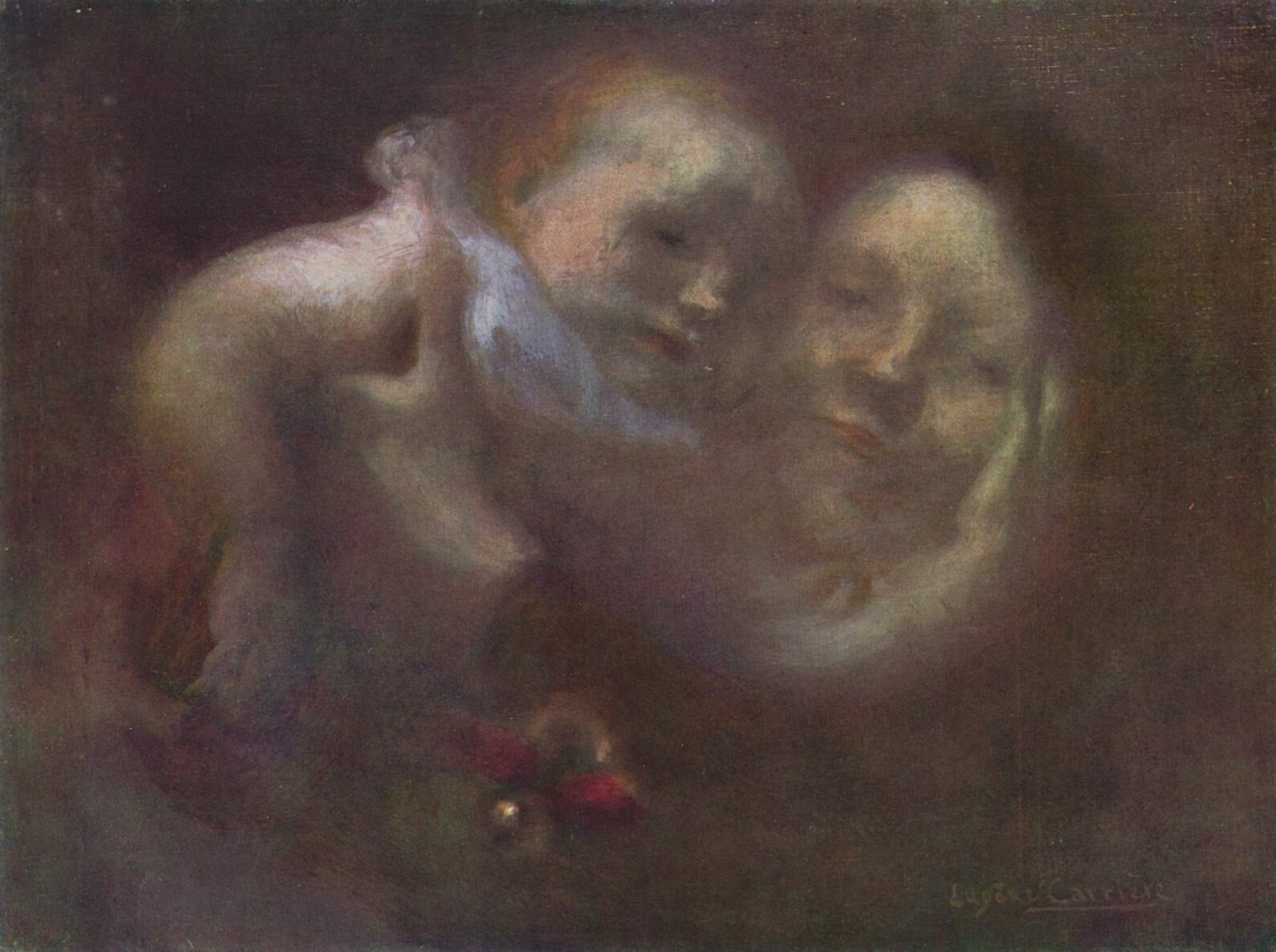
Macierzyństwo, ok. 1890, Magyar Szépmüvészeti Múzeum, Budapeszt

Eugène Carrière ur. 16 stycznia 1849 w Gournay-sur-Marne, zm. 27 marca 1906 w Paryżu) – francuski malarz i grafik. Przyczynił się do utworzenia stowarzyszenia artystycznego Société Nationale des Beaux-Arts, miał wpływ na m.in. na twórczość Picassa i Matisse`a.

## Życiorys
Studiował w paryskiej École des Beaux-Arts pod kierunkiem Alexandre Cabanela. Około 1890 artysta wypracował własny styl, który cechowała prawie monochromatyczna kolorystyka, miękki, oparty na światłocieniu modelunek i zatarte kontury. Malował nastrojowe sceny rodzajowe, szczególnie przedstawienia macierzyństwa, obrazy religijne i stanowiące studia psychologiczne portrety m.in. Alphonse Daudeta, Anatola France`a, Paula Verlaine`a, Auguste Rodina i Edmonda de Goncourta. Jego styl miał charakter eklektyczny, posiadał cechy modernistycznej nastrojowości, a późniejszym okresie także postimpresjonizmu.
Eugène Carrière zajmował się też litografią i dekoracjami ściennymi, wykonał m.in. freski w Sorbonie (1898) i w paryskim ratuszu. W 1897 założył prywatną szkołę artystyczną, Acadèmie Carrière, w której kształcili się m.in. Henri Matisse i André Derain. 
Dużą kolekcję dzieł malarza posiada Musée d’Orsay w Paryżu i liczne galerie europejskie i amerykańskie.